# Museo di Fucecchio
Il Museo Civico e Diocesano di Fucecchio è un museo territoriale che ospita collezioni di carattere archeologico, storico-artistico e naturalistico, di proprietà comunale, statale e ecclesiale.
Il museo ha sede dal marzo 2004 all'interno del Palazzo Corsini, edificio principale del complesso della Fattoria Corsini, in piazza Vittorio Veneto nella parte alta di Fucecchio; fa parte della Rete Museale del Valdarno di Sotto e del Sistema Museale Terre del Rinascimento.
La sezione archeologica, caratterizzata da reperti di varie epoche e testimonianze di archeologia medievale, consente di ricostruire le antiche case del nucleo urbano con le mura e le porte, oltre all'analisi del complesso della Fattoria Corsini all'interno del quale è ospitato il museo. Il primo piano è destinato completamente al Museo d'Arte Sacra, mentre l'ultima sezione del palazzo presenta la collezione ornitologica acquistata dal Comune di Fucecchio nel 1978 dal medico Adolfo Lensi come testimonianza della ricchezza avifaunistica della zona.
Il complesso Corsini è costituito da un nucleo di edifici che ospitano, oltre al Museo, la Biblioteca e l'Archivio storico di Fucecchio. Il parco annesso conserva al suo interno una fortificazione trecentesca dotata di diverse torri, sorgendo infatti sull'antica area fortificata corrispondente prima al castello di Salamarzana e poi alla Rocca fiorentina. Ad oggi una delle torri, denominata Torre di Mezzo, è visitabile rivolgendosi presso il Museo Civico e Diocesano di Fucecchio, dalla sua sommità è possibile osservare un panorama a 360 gradi dal padule al mare.

## Storia

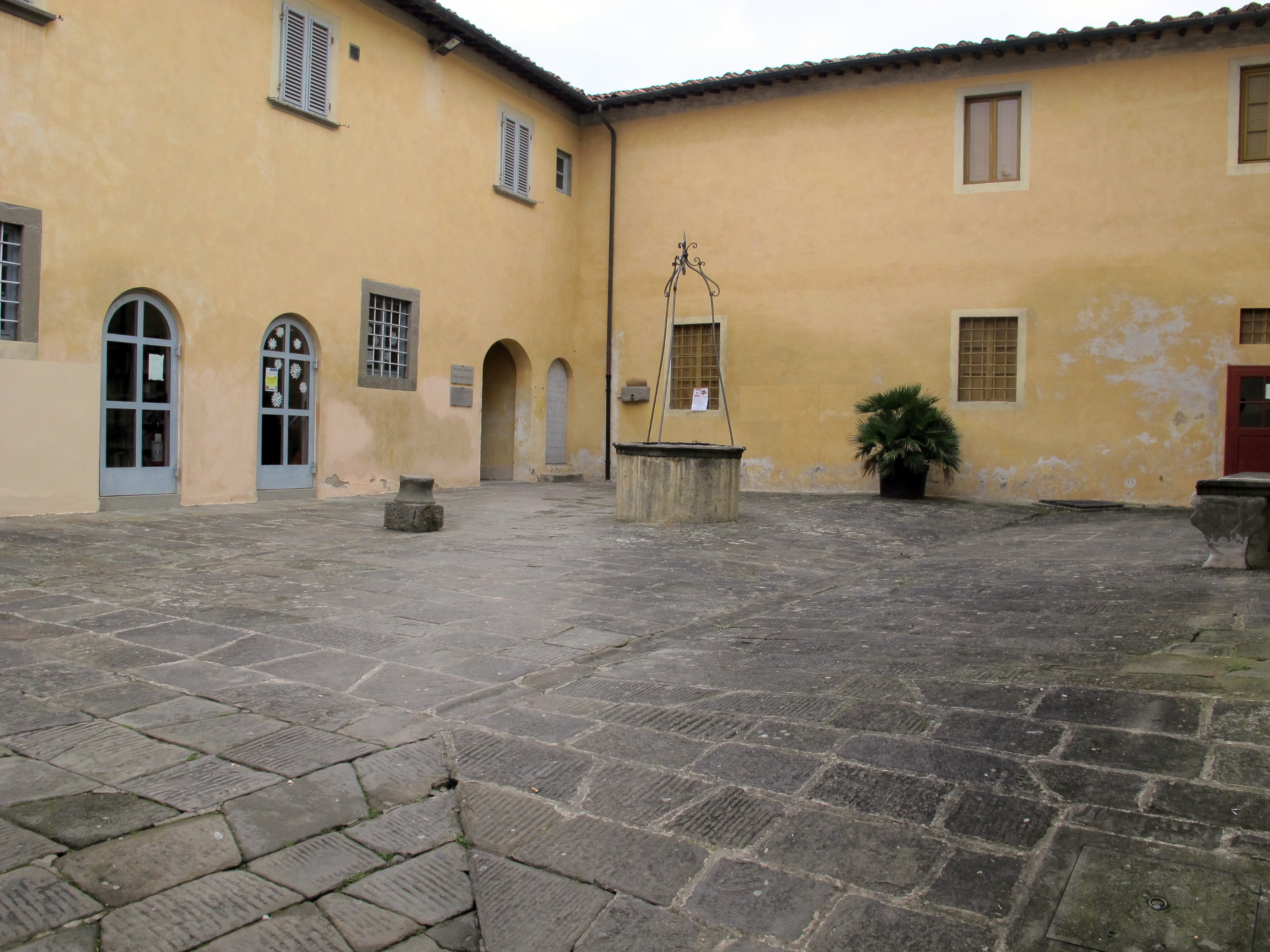
L'antico impluvium della Fattoria Corsini

Il Museo, inaugurato nel 1969, fu istituito nella soppressa Compagnia della Madonna della Croce, adiacente alla chiesa di San Salvatore. La sua sede era un antico oratorio dall'architettura elegante, posto sul Poggio Salamartano, il centro più antico e più denso di storia di Fucecchio. Il Museo era composto principalmente da un ristretto numero di opere, che includevano dipinti, parati ed oreficerie - provenienti dalla Collegiata e dalle altre chiese di Fucecchio.
Negli anni, soprattutto per merito dei lavori di ristrutturazione effettuati nel centro storico del comune di Fucecchio, il museo si è notevolmente arricchito di materiale archeologico. In seguito a tale incremento si è reso necessario un ampliamento degli spazi espositivi.
Nel 1981 il Comune di Fucecchio acquista la Fattoria Corsini, trasformandola in un centro culturale che ospita l'Archivio e la Biblioteca. Nel 1989 il museo chiude a causa della vendita della ex cappella della Misericordia alla Chiesa Collegiata di San Giovanni Battista, e solamente nel 1993 inizia la progettazione dell'allestimento del museo nella nuova sede di proprietà comunale di Palazzo Corsini.
Il 6 marzo del 2004 viene aperto al pubblico il Museo civico di Fucecchio articolato in diciassette sale distribuite sui tre piani del palazzo.

## Sezione archeologica
La sezione archeologica, situata al piano terra di Palazzo Corsini, illustra aspetti del popolamento e della storia degli insediamenti nel territorio di Fucecchio e nelle aree contigue attraverso materiali databili tra il Paleolitico inferiore e il XVIII secolo, raccolti nel corso di ricerche archeologiche di superficie e scavi.
I materiali naturalistici e archeologici permettono di seguire la storia del paesaggio naturale e antropizzato dell'area comprendente l'altopiano delle Cerbaie, la bassa Valdinievole e il Valdarno, tra la fine del Terziario e l'Età moderna.

### Sala 1 - Le trasformazioni dell'ambiente naturale e la preistoria dell'uomo
La sala illustra l’evoluzione fisica del territorio dal mare del Pliocene alle prime fasi continentali del Villafranchiano. Contesti di organismi fossili vertebrati e invertebrati documentano la varietà faunistica che contraddistingueva i diversi tipi di ambiente del mare preistorico. Le prime faune continentali tra il Villafranchiano e il Pleistocene inferiore e medio sono esemplificate da una associazione di fossili dei mammiferi che popolavano un ambiente simile alle savane africane.
Inoltre, qui sono anche esposti i reperti che documentano le prime fasi della presenza umana nel Valdarno, che va dal suo arrivo circa 400.000 anni fa fino all’età del Bronzo. Durante questo lunghissimo periodo, in cui si alternarono Homo erectus, Homo sapiens neandertalensis e Homo sapiens sapiens sullo sfondo di profonde variazioni climatiche, si verificarono importantissime conquiste tecniche e economiche. Gli strumenti in pietra scheggiata documentano la presenza di insediamenti temporanei di cacciatori/raccoglitori del Paleolitico e Mesolitico sulle colline prospicienti le pianure alluvionali, seguiti dai primi abitati stabili di agricoltori/allevatori in grado di realizzare ceramica e strumenti in metallo.

### Sala 2 - L'età etrusca e romana

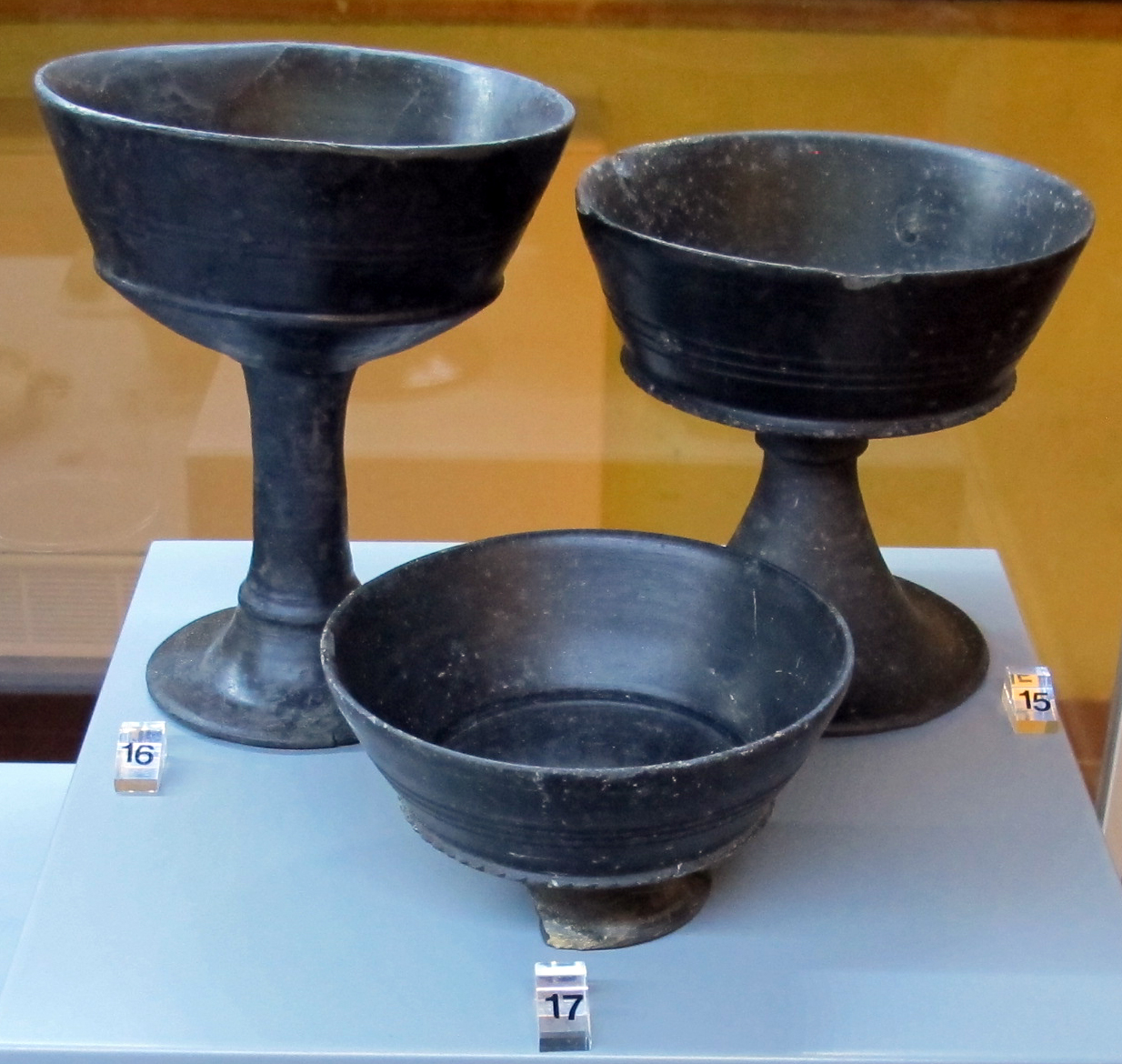
Calici su piede in bucchero, fine VII-inizio VI secolo ac.

La documentazione archeologica esposta in questa saletta e le notizie di vecchi rinvenimenti permettono di ricostruire l’assetto del territorio in età etrusca e romana e la rete di piccoli abitati sparsi. In questo quadro, oltre le estese tracce di centuriazioni nella pianura, acquistano rilevanza, per l’età augustea, i dati epigrafici di Cappiano tra cui il titolo funerario di Tiberius Iulius Rhodon, del I secolo d. C., rinvenuta nel 1700 nella chiesa di S. Bartolomeo a Cappiano e conservata nella collezione fiorentina Aldobrandini Antinori e qui esposta in calco.
L’ara votiva in marmo, recuperata alla fine del 1700 durante lo smantellamento del muraglione di sbarramento del Lago di Fucecchio e ritenuta perduta per lungo tempo, venne nuovamente rintracciata nel 1973 in un muro d’orto in via Castruccio Castracani a Fucecchio, appartenuto al canonico e erudito locale Gaetano Rosati che per primo la trascrisse.

### Collezione archeologica Lotti
La collezione archeologica Lotti, acquistata dal Comune di Fucecchio ed esposta in questa sala,
ha una funzione complementare rispetto alla sezione archeologia permettendo al visitatore di estendere lo sguardo oltre le documentazioni locali per conoscere i prodotti in ceramica circolanti nell'area tirrenica antica e da questi comprendere fenomeni storici di più ampia portata.
Il materiale, originario di aree esterne al Valdarno, documenta alcuni momenti delle produzioni ceramiche etrusche e dei rapporti commerciali mediterranei dal VII secolo a.C. al V secolo d.C.
Di estremo interesse sono due olpai etrusco-corinzie, utilizzate per contenere vino e prodotte a Vulci tra il 630 e il 540 a.C. ispirandosi alle ceramiche importate in Etruria da Corinto. Il nucleo di ceramiche a vernice nera esemplifica il vasellame da mensa più diffuso in Italia e nel Mediterraneo occidentale, tra IV e I secolo a.C., prodotto da moltissime officine su imitazione dei prodotti attici.
Il nucleo di ceramica prodotta a Tarquinia o a Vulci tra l'VIII e i primi decenni del VII secolo a.C., presenta la tipica decorazione ispirata alle contemporanee produzioni greche dell'Eubea. I vasi etruschi in bucchero furono invece prodotti indifferentemente a Vulci, Chiusi, Orvieto e Tarquinia tra la fine del VII e la prima metà del VI sec. a.C.
Un'anfora del V secolo d.C., prodotta nell'attuale Tunisia, era utilizzata per il trasporto marittimo di olio o salsa di pesce della provincia e appartiene a un tipo diffuso in tutto il Mediterraneo. Tra i bronzi, si segnalano infine due esemplari di produzione egizia: il pendente con la testa della dea Sekhmet e la singolare statuetta della dea Iside nell'atto di allattare il figlio Horus, databili tra il 600 e il 300 a.C

### Sala 3 - Il paesaggio in età altomedievale
Dal IX secolo la pianura alluvionale a sud dell’attuale collegamento Ponte a Cappiano – Fucecchio comincia ad essere maggiormente abitata, mentre non abbiamo indizi sul popolamento ai margini meridionali del Padule di Fucecchio. Gli insediamenti sono invece concentrati sui rilievi collinari circostanti in un paesaggio cosparso di piccoli abitati e singole abitazioni sparse nelle campagne. È probabile che queste siano dovute al progressivo sfruttamento del territorio da parte di piccoli proprietari che è stato riconosciuto con particolare evidenza in età Carolingia in Valdinievole. Un esempio di queste abitazioni ancora di tradizione altomedievale sono quelle individuate in località Poggio al Vento e Vedute.

### Sala 4 - Dai Cadolingi all'età comunale
La sala è dedicata alla nascita del castello di Salamarzana e alle vicende che diedero luogo al castello di Fucecchio. La vasta signoria territoriale dei Cadolingi aveva il suo baricentro amministrativo nel castello di Salamarzana, fondato intorno al 982 da Lotario figlio del capostipite Càdolo, nel punto dove la via Romea attraversava l’Arno. Qualche anno più tardi, al castello si affiancò l’abbazia di San Salvatore, come nello schema gemello, composto dalla stessa famiglia più a monte in riva sinistra dell’Arno, presso Firenze, con il castello di Montecascioli e l’abbazia di San Salvatore a Settimo. Oltre l’esposizione degli elementi in cotto che decoravano la sommità della chiesa abbaziale alla fine del 1100, nella sala si possono osservare per la prima volta tutte le epigrafi prodotte dalla famiglia e qui riunite mediante ricostruzioni 3D ad altissima definizione in un video che ne aiuta la lettura. Il successivo sviluppo del castello di Fucecchio è tracciato da un video che ricostruisce l’aspetto che aveva ancora nel 1503, quando Leonardo da Vinci lo disegnò nella carta del Valdarno inferiore.

### Sala 5 - Fornaci e vasai dal Cinquecento all'Ottocento
Individuata quarant’anni fa, dopo quasi due secoli di oblio, la produzione di ceramiche venne introdotta a Fucecchio da vasai della Valdinievole e della Valdelsa immigrati nella prima metà del 1500. Il numero delle fornaci, che producevano esclusivamente ceramiche ingobbiate e graffite, crebbe rapidamente fino al 1700, quando se ne contavano ventiquattro, ma già nella prima metà del 1800 ne sopravvivevano soltanto due. È un tipico esempio del destino dell’economia nella Toscana d’età leopoldina, quando un assetto produttivo sostanzialmente ancora d’impronta tardo medievale, si trovò a confrontarsi con le prime esperienze industriali. I dati storici e archeologici descrivono per intero la parabola di quest’attività produttiva, che per quasi tre secoli costituì uno dei cespiti più importanti dell’economia di Fucecchio, ma anche la tipologia dei prodotti e il loro raggio di mercato.

### Sala 6 - Una storia dell'Arno
La sezione espositiva dedicata al tema del commercio lungo la valle dell’Arno nel lungo periodo è stata sviluppata in collaborazione con la Soprintendenza Archeologia, Belle Arti e Paesaggio di Firenze tramite un’ampia esemplificazione di contenitori da trasporto (anfore) attestati lungo la valle dell’Arno dal IV sec. a.C. al V sec. d.C. come documenti del commercio fluviale in età antica. Da questi contenitori, ormai ben noti dalla letteratura specifica, è infatti possibile risalire alle aree di produzione e al contenuto trasportato in modo da ricostruire quali derrate alimentari transitassero lungo l’Arno, da quali porti mediterranei provenissero e quindi dedurre le modificazioni dei flussi commerciali tra il mare e l’entroterra toscano nel lungo periodo.

## Sezione arte sacra

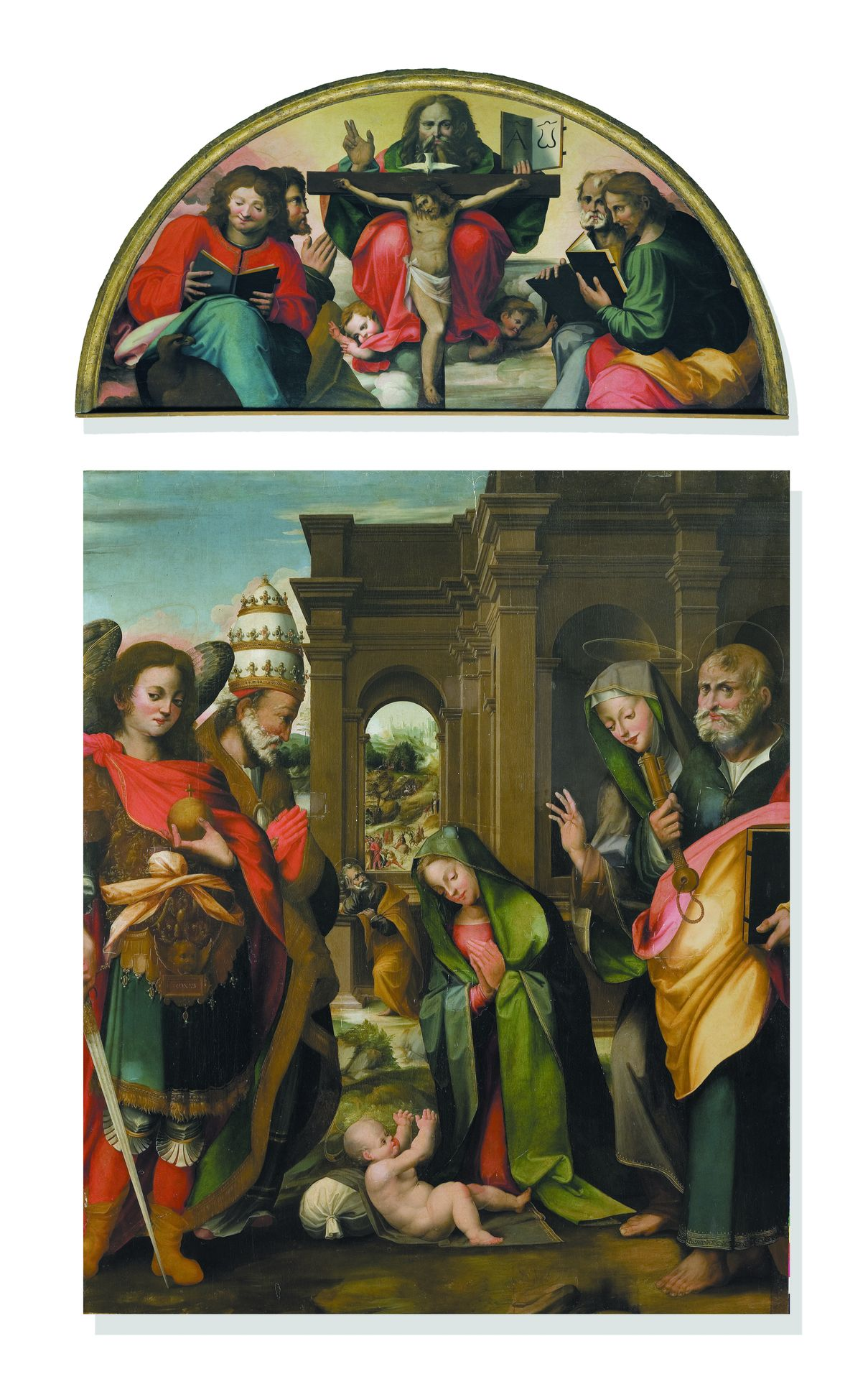
Natività tra i santi e Trinità di Giovanni Larciani

Disposta al primo piano del palazzo, la sezione riunisce opere pittoriche e oggetti d'arte sacra provenienti dalle molte chiese del centro di Fucecchio e del suo territorio,  ma principalmente dalla chiesa abbaziale di San Salvatore e dalla chiesa Collegiata di San Giovanni Battista, dove confluirono anche opere provenienti dalle chiese e dalle congregazioni religiose soppresse in età leopoldina, datate tra il XIII e il XVIII secolo.
Nel salone principale trovano sistemazione:
- le opere di Giovanni Larciani, un tempo noto come Maestro dei paesaggi Kress. Sua la Natività e santi, sormontata da una lunetta rappresentante la Trinità tra gli Evangelisti;
- la Madonna in gloria e santi, proveniente dalla Collegiata, opera di un artista recentemente identificato con Giovanni di Ser Giovanni detto Lo Scheggia, fratello del celebre Masaccio;
- la Madonna con Gesù Bambino di Zanobi Machiavelli, pittore fiorentino legato a Filippo Lippi.

La sezione dedicata alla suppellettile liturgica ospita:
- un Reliquiario della croce (XV secolo), in cristallo di rocca;
- un calice (XV secolo);
- un raro acquamanile con rinfrescatoio (XVI secolo), in ottone,

La collezione dei paramenti sacri si differenzia per varietà e ricchezza, permettendo una digressione su tecniche e stili di manifatture tessili nei secoli XVII e XVIII. Di grande interesse sono esposti tessuti provenienti da Venezia e in generale quelli di manifattura italiana, che si confrontano bene con quella francese in una serie di richiami e riprese che in alcuni casi lasciano dubbi sull'effettivo luogo di esecuzione.

### 7 - Tavole, affreschi e arti minori dei secoli XIII-XV
In questa saletta sono esposte le opere d’arte più antiche del Museo. Tra queste sono da ricordare gli oggetti che la tradizione assegna a San Pietro Igneo (Firenze, XI secolo – Albano Laziale, 8 febbraio 1089): la mitra, il pastorale in avorio e legno. Del grande crocifisso eseguito da Berlinghiero Berlinghieri per l’abbazia di San Salvatore, forse su commissione dell’abate Giovanni, resta a Fucecchio solo la tabella destra con San Lorenzo e una santa non identificata. L’affresco con la Madonna col Bambino, attribuito a Francesco di Michele, è il risultato del salvataggio nel 1862 di un’opera d’arte destinata all’abbattimento insieme al palazzo su cui si trovava. La pala di Giovanni di Ser Giovanni, detto lo Scheggia, traspone in ambiente locale il leggendario viaggio dei tre fratelli santi Lazzaro, Maddalena e Marta dalla Palestina alla Provenza. La tavola per devozione domestica con la Madonna in adorazione del Bambino, è attribuita a Zanobi Machiavelli e reca i versi della canzone 366 del Petrarca sul bordo dorato del manto di Maria.
- Maestro di San Martino a Mensola - Madonna col bambino, 1385 ca.
- Lo Scheggia - Madonna col bambino in gloria, 1450 ca.
- Zanobi Machiavelli - Madonna in adorazione del bambino, 1460 ca.
- Berlinghiero Berlinghieri - San Lorenzo e una santa, ante 1236
- Bottega italiana -  Riccio di pastorale, XII secolo
- Manifattura toscana - Mitria, XIII secolo

### 8 - I grandi dipinti del secolo XVI
In questa sala trovano spazio le grandi pale d’altare commissionate nel corso del Cinquecento da varie istituzioni religiose e confraternite laicali della città a importanti artisti d’ambito fiorentino. L’Annunciazione di Raffaello Botticini venne eseguita tra il primo e secondo decennio del 1500 su probabile commissione degli operai dell’abbazia di San Salvatore. La Natività è l’opera che ha permesso di dare un nome al convenzionale “Maestro dei paesaggi Kress”: Giovanni di Lorenzo Larciani, fiorentino ma originario di Larciano, che morì durante la peste del 1527. La lunetta con l’Eterno Padre benedicente dell’Empoli coronava fino al 1738 l’Allegoria della Concezione nella chiesa di San Salvatore, copia della pala del Vasari per la chiesa dei Santi Apostoli a Firenze. Opere di artisti anonimi fiorentini sono la grande tavola con la Madonna del baldacchino e il piccolo tondo con l’adorazione del Bambino e San Giovannino.
- Pittore fiorentino - Madonna col Bambino tra i santi, 1530 ca.
- Giovanni Larciani - Natività tra i santi, 1523
- Raffaello Botticini - Annunciazione tra i santi Andrea e Francesco, 1510 ca.
- Manifattura toscana - Badalone, XVI secolo

### 9 - Dipinti del secolo XVII
Dal Salone entrando dalla porta che si apre subito accanto alla Natività del Larciani, si accede alla terza sala del museo. In questa saletta sono riunite quattro tele del Seicento toscano, tra cui il San Girolamo e la Maddalena penitente attribuiti al senese Bernardino Mei e una tela di anonimo con la Vergine che consegna lo scapolare a San Simone Stock. Di particolare interesse è la tela che trovava posto su un altare della Confraternita dei Trinitari sorta nel 1656 presso la Compagnia della Madonna della Croce.
- Pittore fiorentino - La Vergine consegna lo scapolare, 1620 ca.
- Bernardino Mei - Maddalena penitente, 1640 ca.
- Bernardino Mei - San Girolamo, 1640 ca.
- Pittore toscano - Trinità e celebrazione dell'ordine dei Trinitari, 1665 ca.

### 10 - Sala delle oreficerie
Le pareti di questa sala, collocata tra il salone principale e l'ultima sala dei dipinti, sono dipinte con paesaggi e ville extraurbane della famiglia Corsini, forse opera del pittore Stefano Fabbrini, di cui si conosce un credito nel 1761 per decorazioni eseguite nel palazzo. Tra gli oggetti d’arte orafa esposti in questa sala, spiccano il calice quattrocentesco con piede polilobato che un’iscrizione sullo stelo indica provenire dalla Compagnia di Gaville, nel Valdarno aretino, e il coevo elegante reliquiario in cristallo di rocca, rame e argento dorato. Due oggetti del tardo 1600 provengono dalla bottega fiorentina di Francesco Vandi, la croce astile in argento di ignoto donatore di cui compare lo stemma sul retro e il calice donato dal pievano Stefano Lampaggi. È anche da segnalare il calice prodotto nella bottega fiorentina “all’insegna del pappagallo”.
- Manifattura toscana - Serie di candelabri, XVIII secolo
- Francesco Vandi - Croce astile, 1681
- Bottega fiorentina - Reliquiario, XV secolo
- Francesco Vandi - Calice, 1684
- Bottega romana - Reliquiario della croce, 1815 ca.
- Ignoto argentiere fiorentino - Secchiello, 1787
- Andrea Cambi - Pace, 1747
- Bottega all'insegna del pappagallo - Calice, 1680 ca.
- Bottega fiorentina - Reliquiario della croce, 1730 ca.
- Bottega toscana - Calice, XV secolo
- Bottega fiorentina - Busto reliquiario della Vergine, XVII ca.
- Bottega fiorentina - Calice, 1687
- Bottega toscana - Brocca e vassoio, XIX secolo
- Bottega toscana - Turibolo, XVIII secolo
- Bottega toscana - Croce astile, XVI secolo
- Manifattura toscana - Fornimento per legatura, XIX secolo
- Bottega fiorentina - Leggìo, 1730 ca.
- Zanobi Biagioni - Vassoio, 1780 ca.

### 11 - Dipinti e oreficerie dei secoli XVII-XVIII
La saletta ospita alcune grandi tele dipinte tra cui quella con San Giovanni Battista e San Benedetto, attribuita a Alessandro Rosi, con finestra centrale che permetteva di vedere l’affresco del 1400 con la Madonna col Bambino nella chiesa della Vergine della Ferruzza. Seguono la tela di Michele Laschi da Fiesole con la Vergine tra i santi Michele Arcangelo, Nicola da Tolentino e Nicola di Bari e quella con San Luigi Gonzaga di Giovan Domenico Ferretti. Una recente acquisizione è la tela con San Sebastiano di anonimo veneto del 1600 proveniente dal fondo Landini-Marchiani insieme ai due Trionfi esposti nella sala d’ingresso del museo.
Nella vetrina è esposto un acquamanile in ottone del 1500, un ostensorio in argento di Francesco Loi, la croce astile di bottega fiorentina degli inizi del 1700 e il leggìo donato da Caterina Ferrini nel 1741 all’altare della Concezione della chiesa di San Salvatore.
Da questa saletta è inoltre possibile osservare la porzione superiore di un ampio affresco, forse raffigurante un episodio delle cacce di Diana, che decorava un ambiente del palazzo nella sua redazione medievale e che è stato attribuito a Cenni di Francesco di Ser Cenni.
- Manifattura toscana - Busto di San Giovanni Battista
- Bottega Toscana -  Bacile, XVII secolo
- Francesco Loi - Ostensorio, 1760 ca.
- Pittore toscano -  Il trionfo della croce, XVIII secolo
- Bottega fiorentina - Croce astile, 1730 ca.
- Alessandro Rosi - Santi Giovanni Battista e Benedetto, 1670 ca.
- Giovan Domenico Ferretti - San Luigi in gloria d'angeli, 1755 ca.
- Michele Laschi da Fiesole - Vergine in gloria tra i santi, 1670 ca.

### 12-13 Sale dei paramenti sacri
In questi due ambienti del museo è allestita la sezione dei tessuti e dei paramenti liturgici. Sono esposti piviali, pianete, tonacelle, veli da calice, manipoli, realizzati con tessuti preziosi e provenienti dalle chiese di Fucecchio. I manufatti, eseguiti in gran parte da botteghe fiorentine, mostrano accanto alla consueta decorazione a fiori di cardo, ampiamente diffusa in Toscana, altri motivi ornamentali che riflettono l'aggiornamento del gusto anche per manufatti, come quelli liturgici, solitamente legati a moduli fortemente tradizionali. Si può notare in particolare il parato settecentesco proveniente dalla Chiesa di Santa Maria delle Vedute, in cui le decorazioni seguono motivi rococò e cineserie che proprio in quel periodo, conoscono grande diffusione nel campo dell'ornamentazione.

### 14 - I cimeli di Giuseppe Montanelli
La sala, allestita nel 2017 dopo un lungo lavoro di restauro, è dedicata all’esposizione dei cimeli del patriota, politico e combattente per l’indipendenza d’Italia, che la sua vedova, Laura Cipriani Parra, volle donare al Comune di Fucecchio all’indomani delle solenni esequie del 1862. Vi si trovano esposte l’uniforme da capitano della Guardia Universitaria Pisana, la toga che indossava come professore di Diritto Patrio nella stessa università e la fascia tricolore, simbolo della sua attività politica.

### 15 - Sala Arturo Checchi (1886-1971)
Nella sala sono state raccolte le opere donate dal pittore Arturo Checchi al Comune di Fucecchio. Le opere documentano la varietà di tecniche impiegate – dal disegno alle incisioni, dagli oli ai bronzi – e l’evoluzione del linguaggio artistico. Queste opere rappresentano l’intero percorso artistico dell’artista, dalle prime realizzazioni giovanili, come l’autoritratto del 1908, fino a quelle degli anni ’60 del secolo scorso. Sono presenti inoltre due sculture in bronzo, destinate a ornare una pubblica fontana.
- Autoritratto, 1908
- Fucecchio dall'albereta, 1910
- Mio padre, 1911
- I vespri, 1911
- Orti fiorentini, 1912
- Contadine fucecchiesi, 1913
- Albereta, 1912
- Al lavoro, 1912
- Galletti, 1916
- Sotto la pioggia, 1936
- Al telefono, 1968
- Alberi in piazza Donatello, 1958
- La domestica, 1916
- Ragazza in bleu, 1934
- Mia madre, 1939
- Colline fucecchiesi, 1916
- Donne alle case di Galletto, 1910
- Sirena, (scultura) 1932
- Fanciulla, (scultura) 1935

## Collezione ornitologica "Adolfo Lensi"

La collezione ornitologica

L'ultimo piano del Palazzo Corsini ospita la collezione ornitologica Adolfo Lensi che venne acquistata dal Comune di Fucecchio nel 1978.
Il Centro di Ricerca, Documentazione e Promozione del Padule di Fucecchio ne ha effettuato nel 2003 un restauro completo, curando anche l'allestimento didattico, attraverso un contributo del Comune di Fucecchio e della Regione Toscana, nell'ambito del progetto regionale "Lungo le rotte migratorie".
Gli esemplari che compongono la collezione sono circa 300 e sono stati raccolti tra la fine dell'Ottocento e i primi del Novecento, in ambito prevalentemente locale, fattore che rende la collezione particolarmente interessante a livello storico e naturalistico come testimonianza di quella che un tempo era la ricchezza qualitativa e quantitativa dell'avifauna di questa area, oggi notevolmente alterata. Adolfo Lensi, nato nel 1855, iniziò la professione medica a Firenze ma ben si ritirò nella proprietà di famiglia dove allestì un gabinetto medico. Contemporaneamente si dedicò alle scienze naturali cominciando a raccogliere con criterio tassonomico esemplari dell’avifauna, inizialmente dall’area di Massaciuccoli e in seguito dal Padule di Fucecchio. Fu corrispondente dell’Ufficio Ornitologico Italiano per la redazione della prima Inchiesta ornitologica italiana (1889-1891). Tra il 1898 e il 1925, raccolse anche resti di vertebrati fossili villafranchiani che venivano occasionalmente alla luce durante i lavori agricoli, insieme a alcuni isolati reperti archeologici. Morì a Fucecchio nel 1930.
La raccolta in totale è composta da 292 esemplari per 144 specie, 49 famiglie e 18 ordini.
Nella sala 16 sono esposti gli esemplari più rappresentativi degli ambienti che si trovano nel Padule di Fucecchio e nelle aree limitrofe: le acque basse e le acque profonde, il canneto, la garzaia, le aree boscate, i prati e i coltivi.
Nella sala 17 sono esposti, nelle vetrine originali restaurate, i rimanenti esemplari della collezione ordinati secondo un criterio sistematico e corredati da pannelli esplicativi sulla biologia e sulla classificazione dell'avifauna.
Fra gli uccelli acquatici, che sono più rappresentati, si trovano specie rare come il Gobbo rugginoso, ormai estinto in Italia, il Pollo sultano, sopravvissuto solo in Sardegna, e la Moretta tabaccata che nell'Ottocento nidificava in gran numero anche nel Padule di Fucecchio, tanto da dare il nome al Porto delle Morette, mentre ora frequenta l'area solo durante le migrazioni.